# PR의 역사

## PR의 역사
PR(public relation)이란 조직이 공중과의 우호적인 관계를 구축하기 위해 행하는 모든 활동을 총칭한다.

## 역사
- 고대

로마 정치가 율리우스 카이사르(Julius Caesar)가 권력에 대한 지지를 얻고 한 3가지 일
- 전리품과 포로를 자랑하고자 개선식 개최
- 로마 제국의 일일 공고문인 악타 디우르나(Acta diurna)
- 갈리아 전쟁기
로마 정치가 가이우스 마이케나스 (Gaius Maecenas)
- 서민 출신의 예술가 지원(경제적, 인적) 활동
후에 마이케나스 이름을 따 '메세나'로 지칭, PR의 한 분야로 자리매김
- 미국

미국 독립을 위한 PR캠페인
- 배경 : 프렌치-인디언 전쟁과 7년 전쟁을 거치며 국고 보충을 위해 식민지 조세 강화가 불가피한 상황이었고, 주로 상업에 종사하던 식민지 미국
부유층의 경제적 압박이 증가하는 상황에서, 미국 독립에 대한 우호적인 여론 조성을 위해 PR 캠페인이 전개.
- PR캠페인 : Semuel Adams의 '자유의 아들들'
미국 헌법 승인을 위한 PR 캠페인 (알렉산더 헤밀턴, 제임스 메디슨)
- 헌법 제정에 대한 필요성 미 전문 해설 제공 통한 공감 목적 연방주의자 논집 저술
최초의 대통령 PR 담당자 Amos kendall
- 최초의 상류층 출신이 아닌 대통령인 앤드류 잭슨(Andrew Jackson)을 위해 백악관 PR 업무 수행 (대통령 연설문, 연두교서 등)
쇼맨(Show man), 쇼 비즈니스(Show business)의 등장
- 피니어스 데일러 바넘 : 언론지상주의자로 언론의 주목을 위해 어떠한 거짓말도 서슴치 않음, 사실 조작 통한 언론 주목 유도
아이비 리(Ivy Lee)의 원칙 선언문
- 1906 거짓 보도를 비난하고, 언론과 공중에게 정확하고 진실된 정보를 제공한다는 내용의 원칙 선언문 발표
에드워드 버네이즈의 PR전문화
- 애드워드 버네이즈의 대표적 PR 캠페인
1. P&G - 아이보리 비누 : 씻기 싫어하는 아이들에게 비누에 대한 인식을 바꿔주기 위하여 예술가들을 모집하여 비누를 조각하고 전시하게 하였고, 이를 통해 조각한 비누들을 전시하였다. 이에 더하여 아이들을 대상으로 비누를 조각하는 경연 대회를 열어 비누를 가지고 놀 수 있는 장난감으로 인식할 수 있도록 하였다. 아이보리 비누에 대한 장점 언급 없이 PR 캠페인을 성공적으로 진행하였다는 점에서 큰 의의가 있다.
2. 비치너트 패킹 : 과거의 미국인의 아침 식사에는 베이컨이 없었다. (대중화 되지 않음) 그렇기 때문에 베이컨 시장 점유율을 올리려는 시도 대신 베이컨 시장 자체의 크기를 키우는 것이 필요했다. 이를 위해 버네이즈는 의사들을 찾아가 의사들이 아침 식사는 든든하게 먹는 것이 좋다는 내용을 듣고 이를 신문에 개제했다. 이에 더하여, 든든한 아침으로 베이컨과 계란이 적합하다는 기사도 같이 개제했다. 의사들은 베이컨과 계란에 대한 언급을 하지 않았으나, 의사와 신문의 권위 및 신뢰도를 교묘하게 이용(제 3자 보증 효과)했다는 점에서 큰 의의가 있다.
3. 아메리칸 토바코 - 자유의 횃불 : 담배 매출 상승을 위해 여성 시장을 공략한 PR 캠페인. 과거 여성의 흡연 행위가 터부시 되던 시절에 여성의 공공장소 흡연을 막는 것은 여권을 침해하는 것이라는 주장과 함께, 담배를 여성의 권리를 대변하는 자유의 횃불로 상징화하였다. 이에 더하여 '오래된 편견이 제거되었다'는 슬로건과 함께 젊고 아름다운 여성들을 고용하여 한날 한시에 거리를 걸으며 흡연하는 모습을 연출하여 언론의 주목을 유도하였다.

- 한국

PR 개념의 도입
- 1945 미 군정 이후 주한미군에 대한 한국 국민의 부정적 인식을 타개하고자 민간 공보처(OCI)를 설립
PR의 시작
- 1948년 정부 수립 이후 국무총리 직속 공보처 설립, 국민들에게 정보 제공 기능을 담당했으나, 국민들을 계몽의 대상으로 인식
- 일방적 형태의 커뮤니케이션이었지만, 시대적 배경과 정부 정책을 국민들에게 알려 국민들과 관계를 형성하려 했다는 의의가 있음
PR의 확산 (현대적 의미의 PR부서, PR회사 도입 시작)
- 1971년 최초의 PR회사 Lee's PR 설립
- 1977년 광고 회사 오리콤 PR부 신설
PR의 변화
- 1987년 민주화 선언 이후 언론 시장 구조의 변화 (자유 시장 체제 하 양적 증대)
PR의 확장 (90년대 이후 PR의 전문화)
출처 : 여론을 이끈 PR의 아버지, 에드워드 버네이즈 | 소비자 평가 (iconsumer.or.kr)